# Hlohová
Hlohová (en allemand : Lohowa) est une commune du district de Domažlice, dans la région de Plzeň, en République tchèque. Sa population s'élevait à 287 habitants en 2021.

## Géographie
Hlohová se trouve à 15 km au nord-est de Domažlice, à 32 km au sud-ouest de Plzeň et à 116 km à l'ouest-sud-ouest de Prague.
La commune est limitée par Staňkov au nord-ouest, au nord et au nord-est, par Čermná à l'est, par Hlohovčice et Močerady au sud, et par Osvračín au sud-ouest.

## Histoire
La première mention écrite de la localité date de 1357.

## Galerie

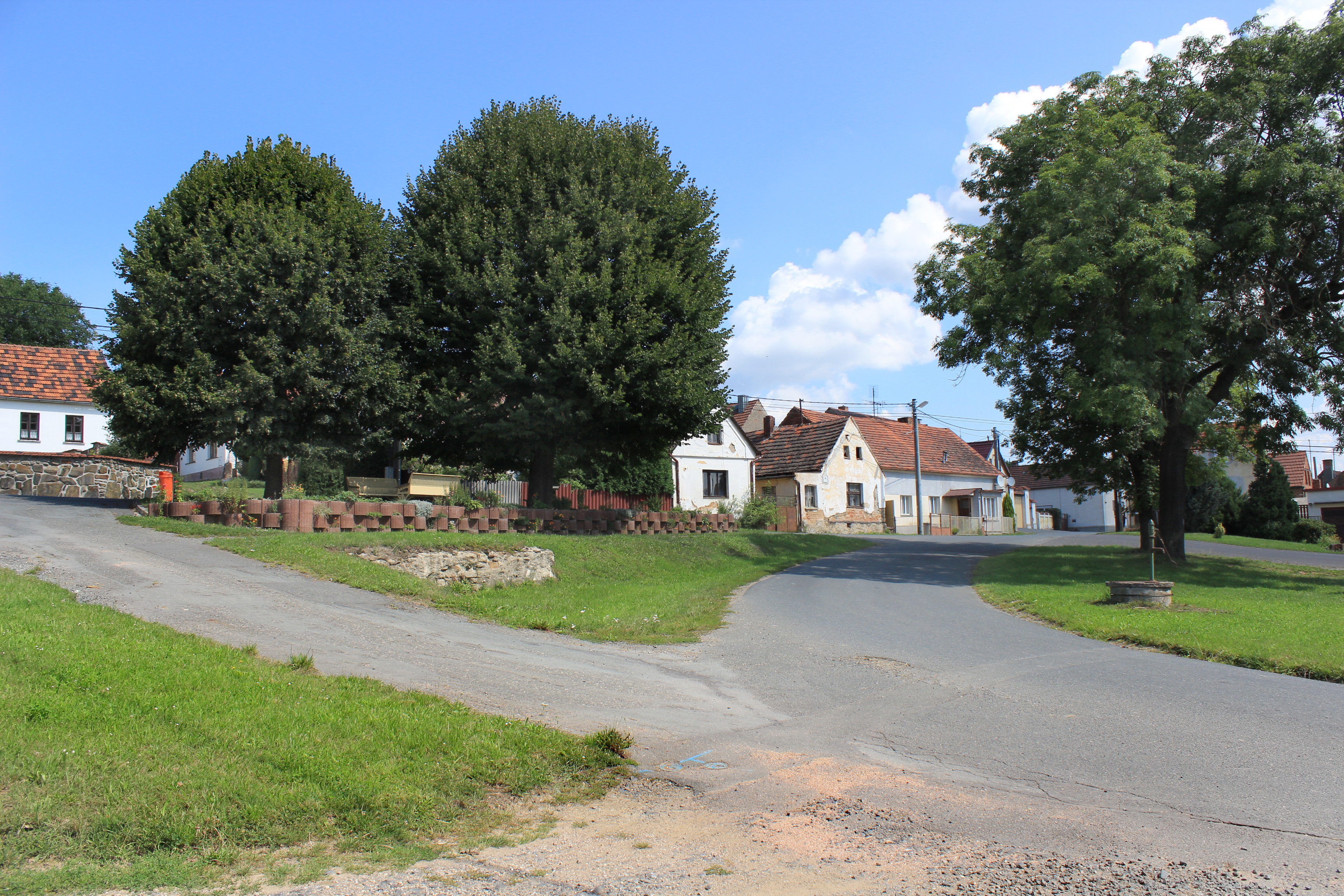
Hlohová. : quartier nord
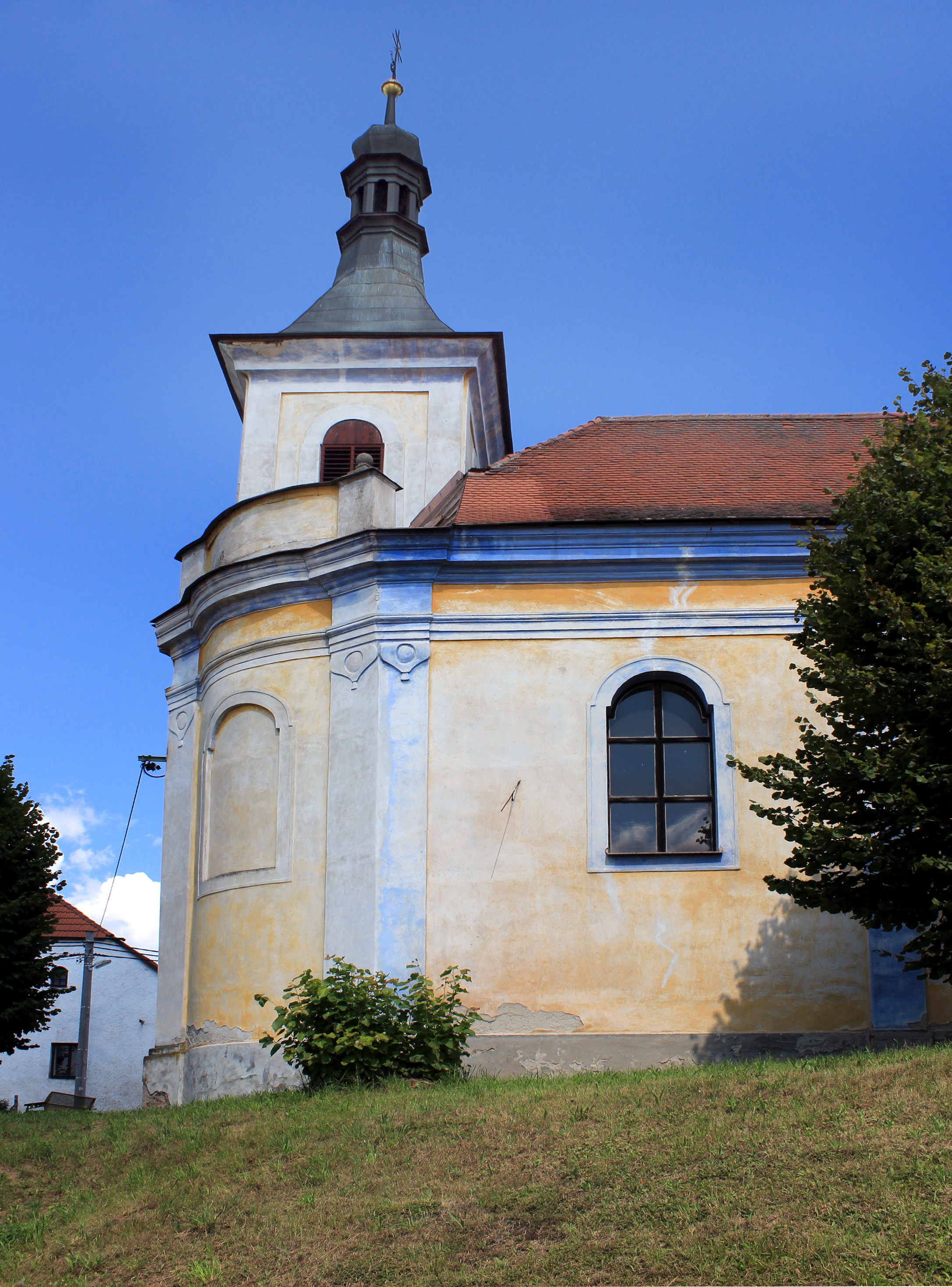
Église Saint-Gilles.

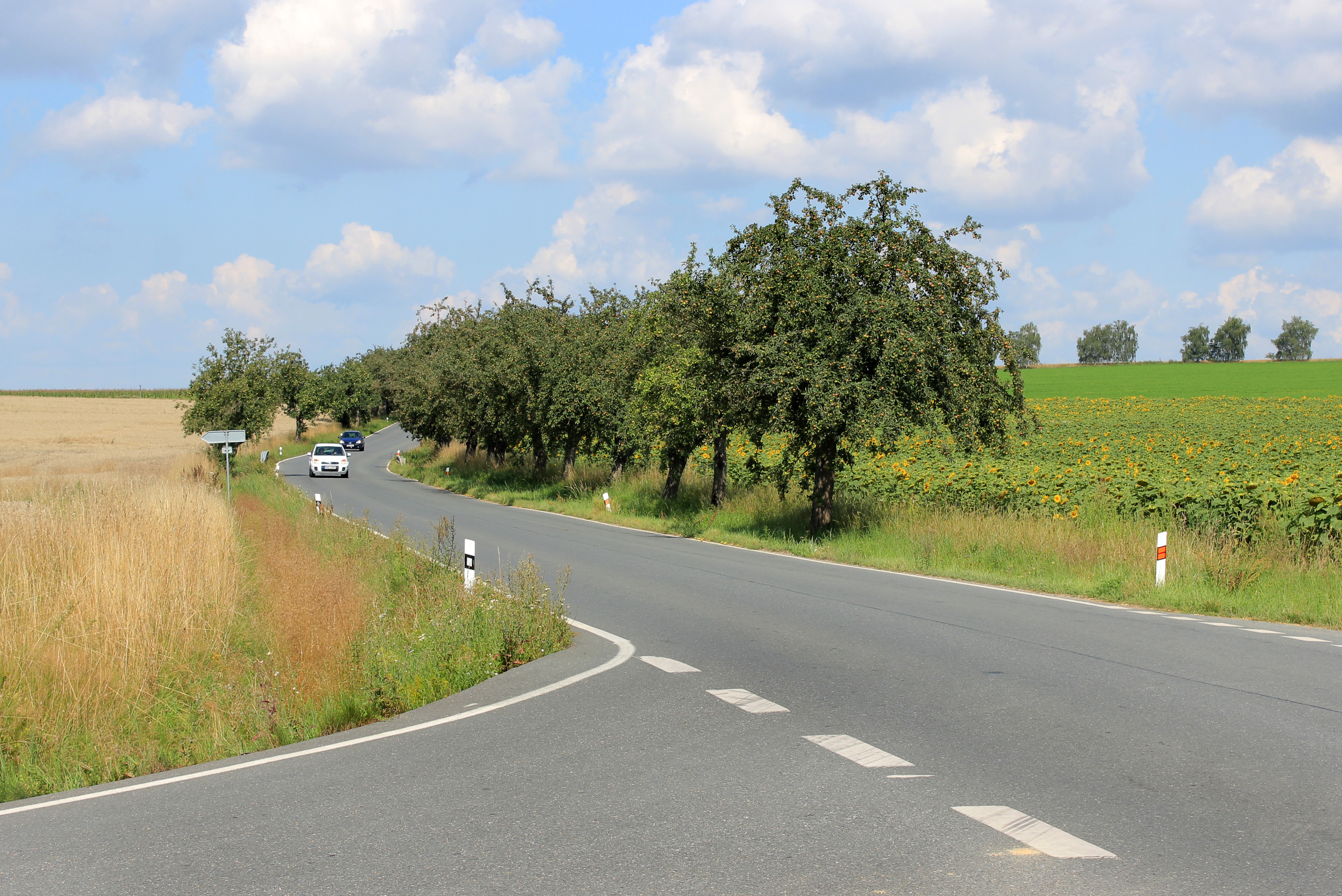
Route 185 vers Hlohová.

## Transports
Par la route, Hlohová se trouve à 3 km de Staňkov, à 19 km de Domažlice, à 37 km de Plzeň et à 130 km de Prague.